# 比企氏
比企氏（ひきし）は、藤原氏の流れをくむ日本の豪族・武家。平安時代末期から鎌倉時代前期にかけて武蔵国比企郡（現在の埼玉県比企郡と東松山市）を領し、鎌倉幕府の有力御家人となる。藤原秀郷の末裔を称する。
一族は族滅したため詳細な史料が残らず、系譜も明らかではないが、一族である比企尼が源頼朝の乳母を務めた関係により、比企氏は早い時期から頼朝を支えた御家人となる。比企氏の家督を継いだ能員が、頼朝の嫡男で鎌倉幕府2代将軍となる頼家の乳母父となったことから将軍外戚として権勢を強めた。しかし頼家の母方の外戚である北条氏との対立により比企能員の変（比企の乱）が起き、一族は滅亡した。

## 出自
比企氏は、藤原秀郷の末裔であり、本姓は藤原鎌足を祖とする藤原姓である。始祖である比企能貴は、武蔵国比企郡（現在の埼玉県比企郡と東松山市）に住んでいたことから比企氏と称した。

## 歴史

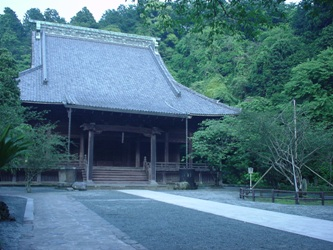
妙本寺祖師堂

比企氏は、河内源氏嫡流が在京中の頃から近習していたと考えられている。永暦元年（1160年）に、平治の乱で敗れた源頼朝が京から伊豆国に配流されると頼朝の乳母である比企尼は、夫の比企掃部允と共に京から東国に移った。掃部允は武蔵国比企郡に請所を置き、夫妻は頼朝に尽くした。
比企尼の養子である比企能員は、頼朝が挙兵すると、頼朝に従って源平合戦を戦い、戦功を挙げた。
建久2年（1191年）以前には、比企氏が北陸道の守護を務めていたが、一時停止される。しかし、その後は、比企氏の同族とみられる大田朝季が越中国守護となっている。
能員の娘、若狭局は、2代将軍源頼家の妻となる。建久9年（1198年）に、若狭局は長男・一幡を出産した。比企氏はこれ以降、将軍外戚として権勢を強めた。
しかし、勢力を伸ばした比企氏は、北条氏と対立することになる。『吾妻鏡』によれば、建仁3年（1203年）に頼家が病に倒れると、頼家の長男・一幡を擁する比企氏と頼家の弟・千幡を擁する北条氏との間で後継者争いが起こった。一幡と千幡の分割相続と決定すると、それに不満を抱いた能員は北条氏征伐を図った。しかし、それを知った北条時政は能員を自邸に呼び出して謀殺し、比企一族のいる一幡の小御所を攻撃した。一方、『愚管抄』によると、病に倒れた頼家が後を全て一幡に譲ろうとしたため、比企氏の全盛時代になることを恐れた時政が、能員を呼び出して謀殺し、同時に一幡を殺そうと軍勢を差し向けたとある。小御所は炎上し、一幡と能員の息子らも殺され、比企氏は族滅した（比企能員の変）。比企一族の滅亡を知った頼家は、時政征伐を和田義盛と仁田忠常に命じるが、最終的には伊豆国修禅寺に幽閉され、頼家の側近の多くは拘禁あるいは配流された。
乱の翌日、比企能員の妻妾（渋河兼忠の娘か）とその2歳の男子が和田義盛に預けられ、後に安房国に流刑になった。『吾妻鑑』に見える比企氏の記事はこれが最後（讃岐局にまつわる怪異譚を除く）である。
江戸時代成立の『新編鎌倉志』によると、鎌倉に妙本寺の前身となる竹御所法華堂を建立したのは「比企判官能員が末子」比企大学三郎能本である。比企能本は、安房国に流された男子に比定される。能本は伯父の伯蓍上人に匿われて出家し、京で順徳天皇に仕え、承久の乱後に順徳天皇の佐渡国配流に同行した。後に4代将軍九条頼経の御台所となった頼家の娘の竹御所の計らいによって、鎌倉に戻ったという。鎌倉に妙本寺を建立し、比企一族の菩提寺となった。建長5年（1253年）には日蓮に帰依している。
比企能本に子孫があったかは不明である。鎌倉時代初期の御家人間抗争で同様に敗れた梶原氏が武家としての命脈を保ったのに対し、比企氏は「比企の乱」にともなって事実上族滅した。

## 一族
- 比企掃部允…比企尼の夫。頼朝の旗揚げ前に死去。
- 比企尼…頼朝乳母。流人となった頼朝を20年間支援し続けた。夫の死後、甥の能員を猶子として比企氏の家督を継がせた。
  - 丹後内侍…比企尼長女。惟宗広言室、のち安達盛長室。子に島津忠久、安達景盛、安達時長、源範頼室など。
  - 河越尼…比企尼次女。河越重頼室。頼家乳母。娘が源義経に嫁ぐ。
  - 三女…伊東祐清室、のち平賀義信室。頼家乳母。子に平賀朝雅。
- 比企能員…比企尼の甥。猶子となって比企氏を継承。比企能員の変で死亡。
  - 若狭局…能員娘、頼家側室。一幡母。比企能員の変で死亡（『愚管抄』では生死不明）。
  - 比企余一兵衛尉…能員嫡男。比企能員の変で死亡。
  - 比企三郎…能員三男、頼家近習。比企能員の変で死亡。
  - 比企時員…能員四男、頼家近習。比企能員の変で死亡。
  - 比企五郎…能員五男。比企能員の変で死亡。
  - 比企能本…能員末子、比企能員の変時2歳。出家して妙本寺を建立。
  - 讃岐局…能員娘。比企能員の変で死亡したと見られ、変の60年後の文応元年10月15日（1260年11月19日）、北条政村の娘が讃岐局の怨霊に取り憑かれ、局が大蛇となってとぐろを巻き、火炎のごとき苦しみを受け続けて、比企谷の土中にあると述べ、これを聞いた人々は身の毛がよだつ思いであったという。
  - 河原田次郎…能員猶子。比企能員の変で死亡。
- 比企朝宗…能員兄弟で、掃部允と比企尼の実子。掃部允の弟とする説もある。
  - 姫の前…朝宗娘。北条義時室。子に北条朝時、北条重時、竹殿など。

縁戚
- 渋河刑部丞兼忠…能員舅。比企能員の変で死亡。
- ミセヤノ太夫行時…能員舅。若狭局の母の父。
- 笠原十郎左衛門尉親景（武蔵七党・野与党）…能員聟。比企能員の変で死亡。
- 中山五郎為重（秩父党）…同上。
- 糟屋有季…同上。
- 児玉党

## 後裔を称する一族
比企能員らの一族の後裔を称する家系はあるが、日本中世史学者の細川重男は「史料的には真偽を確認出来ない」と述べている。

### 旗本比企家
江戸幕府に仕えた旗本に、比企能員の子孫を称する比企氏がある。『寛政重修諸家譜』がその家伝として載せるところによれば、比企能員には遺腹の子があり、比企の岩殿観音堂（正法寺）の別当が養育して成長し、のちに順徳天皇に仕えて越後に移った。以後14代を重ねたが、この間の系譜を失っており不明という。「比企系図」によれば、比企能員の子・比企時員の遺腹の子（比企次郎員茂）が、岩殿観音の別当に養育されたのち、京都・東寺の僧侶である叔父の伯耆法印円顕のもとに赴いて順徳天皇の北面の武士となり、のちに順徳天皇に従って越後に下り寺泊（現在の新潟県長岡市寺泊）に住した。員茂の子・比企員長（小太郎）の代に武蔵国比企郡に移ったという。
室町時代後期、比企義次（左馬助）は鎌倉公方に仕え、その子の比企政員（左馬助）は関東の上杉家に仕えた。政員は馬を好む人物で、今川義元のもとに使者として派遣された際、義元が政員の評判を聴いて家中の名馬を集めて見せ、政員を賞したという出来事があり、このおり少年時代の徳川家康も臨席していたという。
政員の子・比企則員（左馬助）は武蔵松山城主の上田氏に従い、天正年間には常陸国や下野国に転戦して武功を重ね、高名であった。比企則員は、天正年間に中山（現在の埼玉県比企郡川島町中山）に金剛寺を再興して一族の菩提寺としたとされている。天正18年（1590年）、豊臣秀吉の小田原征伐の際、松山城も前田利家らの軍勢に包囲されるが、この際に比企則員も守備陣に加わっている。その後、則員は比企郡で蟄居した。
徳川家康はあるとき比企政員のことを思い出し、春日景定・家吉父子や松野助正（いずれも北条旧臣）にその子孫について尋ねたが、このとき春日・松野からの推挙はなかったという。慶長16年（1611年）、則員の子・比企義久（次左衛門）は遠江国浜松で自ら名乗り出、徳川家に仕えることとなった。また、則員も召し出された。
家康は比企家の由緒にかんがみ、比企義久に対して比企郡で知行地を与える意向を示したが、義久の病気や家康の死去が重なって実現しなかったという。義久の子・比企重員（次兵衛・藤左衛門）は寛永2年（1625年）より徳川秀忠に仕えて大番を務め、最終的に武蔵国内で400石を知行した。重員の子・比企久員（藤十郎・次左衛門）は大番組頭を務めて蔵米200俵が加賜された。久員の子・比企藤十郎（諱は稚久という）も大番を務めたが、元禄9年（1696年）に生類憐みの令に抵触したために追放処分を受け、旗本としては系譜が絶えている。『新編武蔵国風土記稿』によれば、藤十郎稚久は祖先の地である中山村に土着し、その子孫である比企道作（諱は貞員）は村で医師を務めている。『寛政譜』によれば、この比企家の家紋は「丸に割菱」とある。

### その他
- 『新編武蔵国風土記稿』によれば、比企郡下伊草村（現在の川島町下伊草）の旧家・藤四郎は比企氏で、比企能員の庶流と伝える。この家は「比企系図」には見られないものの、天正17年（1589年）に岩槻の太田氏房から当地に知行を有していた比木（比企）藤四郎に発給された文書を伝えている[19][20][21]。
- 歌手・俳優の比企理恵は、鎌倉時代の比企氏の末裔であると述べている[22]。

## ゆかりの地
- 宗悟寺（埼玉県東松山市大谷）には「比企一族顕彰碑」が建立されている[23]。比企能員の変から820年目の2023年（令和5年）9月2日には比企氏を供養する法要が営まれた[23]。
- 金剛寺（埼玉県比企郡川島町中山）には、「比企系図」が伝えられているほか[14]、則員から久員まで4代（則員が比企家15代目とされている）の墓がある[14][15]。
- 大東文化大学東松山キャンパス（埼玉県東松山市岩殿）内には「比企太神」と記された小祠がある[24][25]。この地域には、比企一族と結びつけられていた「判官塚」と呼ばれる塚があり、信仰の対象となっていたが[26][27]、1983年にキャンパス造営工事に伴い現在地に遷座したものという[28]。

## 備考
- 『寛政譜』には上記の比企家（比企則員の家）以外に、「比企」を名字とする旗本の家が2家掲載されているが、比企能員の一族とは無関係であるか、関係を記していない。1家は、神田御殿（館林藩主）時代の徳川綱吉に仕え、のちに勘定から代官に転じた比企長左衛門（はじめ儀左衛門。蔵米150俵）に始まる家であるが、氏族は不明（「未勘」）とされている[29]。比企長左衛門は、元禄15年（1702年）に藩主家転出後の烏山藩領を預かる[30]、宝永3年（1706年）に元荒川・古利根川などの改修に関わる[31]といった事績を残しているが、子孫が処分を受けたために旗本としては絶家となった[29]。もう1家は、長左衛門と同様に神田御殿時代の徳川綱吉に仕え、のちに支配勘定を務めた比企勝信（佐左衛門・喜左衛門）に始まる家（蔵米150俵取り）で、源氏を称する[32]。
- 太田亮によれば、「比企」は「ヘギ」（「日置」などの漢字で記される）と通用されるという[33]。姓氏研究家の森岡浩は、「比企」という名字は関東地方から新潟県にかけて多く分布し、「全国名字ランキングで5000位台。メジャーな名字ではないが、珍しいというほどでもない」としている[34]。